# Stanowisko

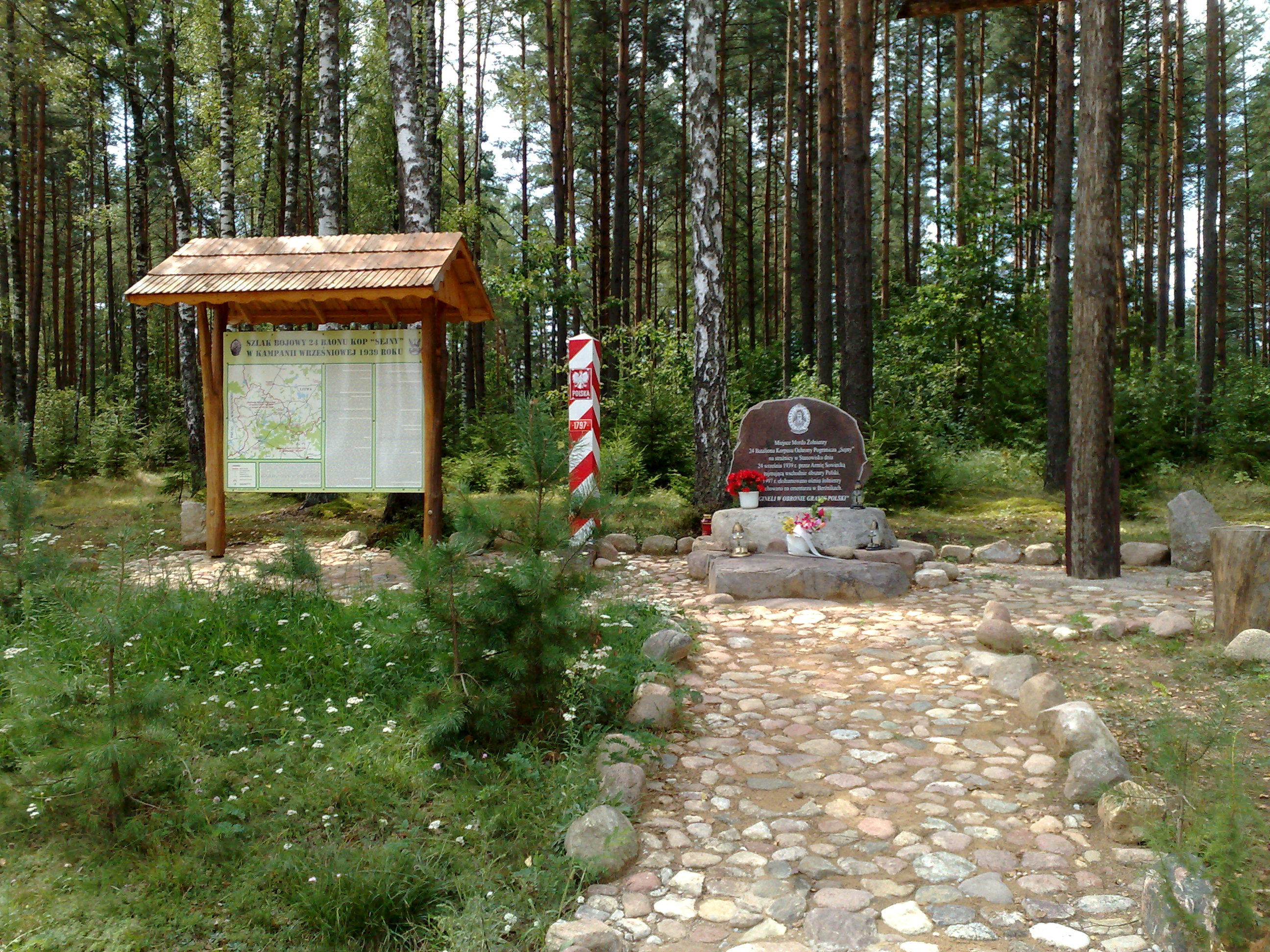
Denkmal für die fünf ermordeten Soldaten des 24. Grenzschutzbataillons durch die Sowjetarmee 1939

Stanowisko ist ein Dorf in der Gemeinde Giby im Powiat Sejneński der Woiwodschaft Podlachien im Nordosten Polens nahe der Grenze zu Belarus und Litauen. Der Ort liegt etwa 18 km südöstlich von Sejny und 99 km nördlich der Regionalhauptstadt Białystok.
Es ist das nächste Dorf zum Dreiländereck zwischen Litauen, Polen und Belarus, das im Südosten liegt und über etwa 4 km Waldwege erreichbar ist.

## Geschichte
Seit dem 8. Jahrhundert bis ins 19. Jahrhundert lebten in diesem Gebiet die Jatwinger, ein den Litauern nahestehender baltischer Stamm. Seit dem 13./14. Jahrhundert bis 1795 gehörte das Dorf zum Großfürstentum Litauen, dann bis Ende des 18. Jahrhunderts zum Königreich Polen-Litauen. Nach dem 12. Juli 1920 wurde im Rahmen des Sowjetisch-Litauischen Friedensvertrages das Dorf der Republik Litauen zugeteilt. In den Jahren 1975–1998 gehörte es administrativ zur Woiwodschaft Suwałki.